# جاسيك كازيميرسكي
جاسيك كازيميرسكي (بالبولندية: Jacek Kazimierski) (مواليد 17 أغسطس 1959) هو لاعب كرة قدم. يلعب مع منتخب بولندا لكرة القدم. سبق له أن لعب في كأس العالم لكرة القدم مع منتخب بلاده.

## روابط خارجية
- جاسيك كازيميرسكي على موقع الاتحاد الدولي (مؤرشف)  (الإنجليزية)
- جاسيك كازيميرسكي على موقع قاعدة بيانات كرة القدم.إي يو (الإنجليزية)
- جاسيك كازيميرسكي على موقع ناشيونال فوتبول تيمز (الإنجليزية)
- جاسيك كازيميرسكي على موقع عالم كرة القدم.نت (الإنجليزية)